# Mesostomaria strictoramae
Mesostomaria strictoramae är en mossdjursart som beskrevs av Ferdinand Canu och Ray Smith Bassler 1927. Mesostomaria strictoramae ingår i släktet Mesostomaria och familjen Cellariidae. Inga underarter finns listade i Catalogue of Life.